# Olaf Ludwig
Olaf Ludwig, född 13 april 1960 i Gera, är en tysk före detta cyklist som hade sina största framgångar under 1980- och 1990-talet.
Ludwig vann 1982 och 1986 amatörtävlingen Course de la Paix samt landsvägsloppet vid de olympiska sommarspelen 1988 där han tävlade för Östtyskland. Som professionell cyklist vann han två etapper i Tour de France och 1990 den gröna poängtröjan. Han vann Amstel Gold Race 1992 och slutade på prispallen på Paris-Roubaix samma år.
Fram till 2006 var Ludwig ansvarig för cykelstallet T-Mobile Team.

## Främsta meriter
1982
1:a – Course de la Paix
1983
1:a – Tour de l'Avenir
1986
1:a – Course de la Paix
1988
1:a – Olympiska sommarspelen 1988
1990
 Poängtävlingen – Tour de France 1990
Poängtävlingen – Tour de Trump
1:a, etapp 1
1:a, etapp 2
1:a, etapp 9
1991
1:a – E3 Prijs Vlaanderen
9:a – Världsrankingen
1992 – Panasonic
1:a – Amstel Gold Race
1:a – Dunkirks fyradagars
1:a –  UCI World Cup
1:a – GP de Fourmies
5:a – Världsrankingen
1994
1:a – Rund um den Henninger Turm
1995
1:a – Veenendaal–Veenendaal